# Ore Point
Der Ore Point (englisch für polnisch Przylądek Kruszcowy ‚Metallisches Kap‘) ist eine Landspitze an der Südküste von King George Island im Archipel der Südlichen Shetlandinseln. Sie liegt auf der Westseite der Keller-Halbinsel und ragt in das Mackellar Inlet hinein.
Polnische Wissenschaftler benannten sie 1980. Namensgebend ist das erzhaltige Gestein, aus dem sie besteht.